# Bojkiwśka
Bojkiwśka (ukr. Бойківська) – stacja kolejowa w miejscowości Jawora, w rejonie samborskim, w obwodzie lwowskim, na Ukrainie. Położona jest na linii Sambor – Czop.

## Historia
Stacja została otwarta w 1905, gdy tereny te należały do Austro-Węgier. Z tego okresu zachował się budynek stacyjny w stylu galicyjskim. W II Rzeczypospolitej stacja nosiła nazwę Wołosianka, a od czasów sowieckich Żowtnewa. Zmieniono ją na obecną w 2016 w związku z dekomunizacją nazw na Ukrainie.